# Зубов, Павел Владимирович
Павел Владимирович Зубов (род. 6 января 1973, Тольятти, Куйбышевская область) — советский и российский хоккеист и тренер.

## Биография
Воспитанник тольяттинского хоккея. В сезоне 1991/92 дебютировал за «Ладу» в чемпионате СССР. С 1992 по 1994 год выступал в Межнациональной хоккейной лиге за «Ладу», в сезоне 1994/95 играл за «ЦСК ВВС» из Самары. Сезон 1995/96 вновь провёл за «Ладу». В составе тольяттинской команды стал двукратным чемпионом России.
С 1996 по 1997 год выступал за самарский ЦСК ВВС, в сезоне 1997/98 выступал за нижнекамский «Нефтехимик», а в следующем сезоне в очередной раз вернулся в ЦСК ВВС. В 1999 году сыграл несколько матчей за американскую команду «Тьюпело Ти-Рекс» в Западной профессиональной хоккейной лиге. В 2000 году вернулся в Россию, выступал за клубы второй лиги «Энергия» Кемерово и «Нефтяник» Альметьевск. В 2007 году дебютировал в белорусской Экстралиге за жлобинский «Металлург». В сезоне 2007/08 сыграл 29 матчей за команду «Зауралье» из Кургана, в сезоне 2008/09 сыграл 8 матчей за команду «Ермак» из Ангарска, после чего завершил карьеру игрока.
В 2008 году стал помощником тренера жлобинского «Металлурга», проработал в этой должности пять сезонов, под руководством Евгения Лебедева и Василия Спиридонова. В 2013 году возглавил команду как главный тренер. В 2015 году вошёл в тренерский штаб Андрея Скабелки в новосибирской «Сибири». В апреле 2017 года после отставки Скабелки был назначен главным тренером «Сибири». В декабре 2017 после серии из пяти поражений кряду Зубов был отправлен помогать новому главному тренеру «Сибири» Владимиру Юрзинову-младшему. 30 марта 2018 года клуб по соглашению сторон расторг контракт с Зубовым. В 2018—2019 годах тренировал «Локомотив» (Ярославль).
С 2019 года по сезон 2021/22 — тренер «Ак Барса». С 12 октября 2023 года — главный тренер «Молота». 17 апреля 2024 года было объявлено, что Зубов станет тренером в «Витязе», но 7 мая он вошёл в тренерский штаб «Лады». 14 ноября 2024 года после ухода Олега Браташа назначен исполняющим обязанности главного тренера, с начала февраля 2025 года — главный тренер.

## Семья
Жена Татьяна, в семье трое детей: дочь и два сына.